# یواس‌اس دونز (دی‌دی-۴۵)
یواس‌اس دونز(دی‌دی-۴۵) (به انگلیسی: USS Downes (DD-45)) یک کشتی بود که طول آن ۳۰۵ فوت ۳ اینچ (۹۳٫۰۴ متر) بود. این کشتی در سال ۱۹۱۳ ساخته شد.